# Фокс, Кейт
Кейт Фокс (англ. Kate Fox; род. 1960) — британский социальный антрополог, содиректор Центра исследования социальных проблем (SIRC). Автор нескольких книг, включая бестселлер Watching the English: The Hidden Rules of English Behaviour, в котором повествуется о неписаных культурных нормах, делающих человека англичанином в глазах других. В русском переводе — «Наблюдая за англичанами».

## Биография
Дочь известного антрополога Робина Фокса (1934—2024). В детстве жила в нескольких странах: Великобритании, Франции, США, Ирландии. Получила степень бакалавра по антропологии и философии в Кембриджском университете.

## Семья
Вторым браком замужем (с 2004) за нейрохирургом Генри Маршем, также содиректором SIRC. Муж также посвятил ей книгу. До этого состояла в браке с Питером Кибби и добавляла его фамилию к своей.